# 백가희
백가희(Baek Gahee, 1994년 ~ )는 대한민국의 작가이다. 2017년 출판사 <<쿵>>을 통해 『당신이 빛이라면』을 출간하면서 작가로 활동하기 시작했다.

## 저서
- <<당신이 빛이라면>> (쿵) 2017년 4월 ISBN 979-11959495-7-1 (개정판 2021년 8월 ISBN 979-11912003-5-5)
- <<간격의 미>> (쿵) 2017년 6월 ISBN 979-11883450-4-5
- <<너의 계절>> (쿵) 2018년 3월 ISBN 979-11883453-9-7
- <<에어프라이어 술안주 & 논에어프라이어 간편식>> (프로젝트A) 2019년 9월 ISBN 979-11902980-5-6
- <<이토록 사랑스러운 삶과 연애하기>> (위즈덤하우스) 2021년 2월 ISBN 979-11913082-3-5